# Ulica Starokaczałowskaja (stacja metra)
Ulica Starokaczałowskaja (ros. Улица Старокачаловская) – stacja linii Butowskiej metra moskiewskiego, znajdująca się w południowo-zachodnim okręgu administracyjnym Moskwy w rejonie Siewiernoje Butowo (Северное Бутово). Otwarcie miało miejsce 27 grudnia 2003 roku. Stacja umożliwia przesiadkę na stację Bulwar Dmitrija Donskogo linii Sierpuchowsko-Timiriaziewskiej. 
Charakterystyczną cechą stacji jest nietypowy układ - perony okalają stację Bulwar Dmitrija Donskogo.

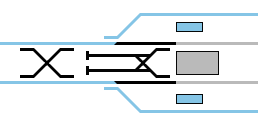
Konstrukcja stacji. Barwą niebieską oznaczono perony Ulicy Starokaczałowskiej, a kolorem szarym perony Bulwaru Dmitrija Donskogo.